# Q'ero
I Q'ero (scritto Q'iru nell'ortografia ufficiale Quechua a tre vocali) sono una comunità o gruppo etnico Quechua presenti nella provincia di Paucartambo, nella regione di Cusco del Perù.
Divennero comunemente noti a causa della spedizione etnologica condotta nel 1955 da Oscar Nuñez del Prado, della Universidad Nacional de San Antonio Abad del Cusco, quando fu pubblicato per la prima volta il mito di Inkarri. Nuñez del Prado incontrò per la prima volta i Q'ero in una festa a Paucartambo.

## Geografia e storia

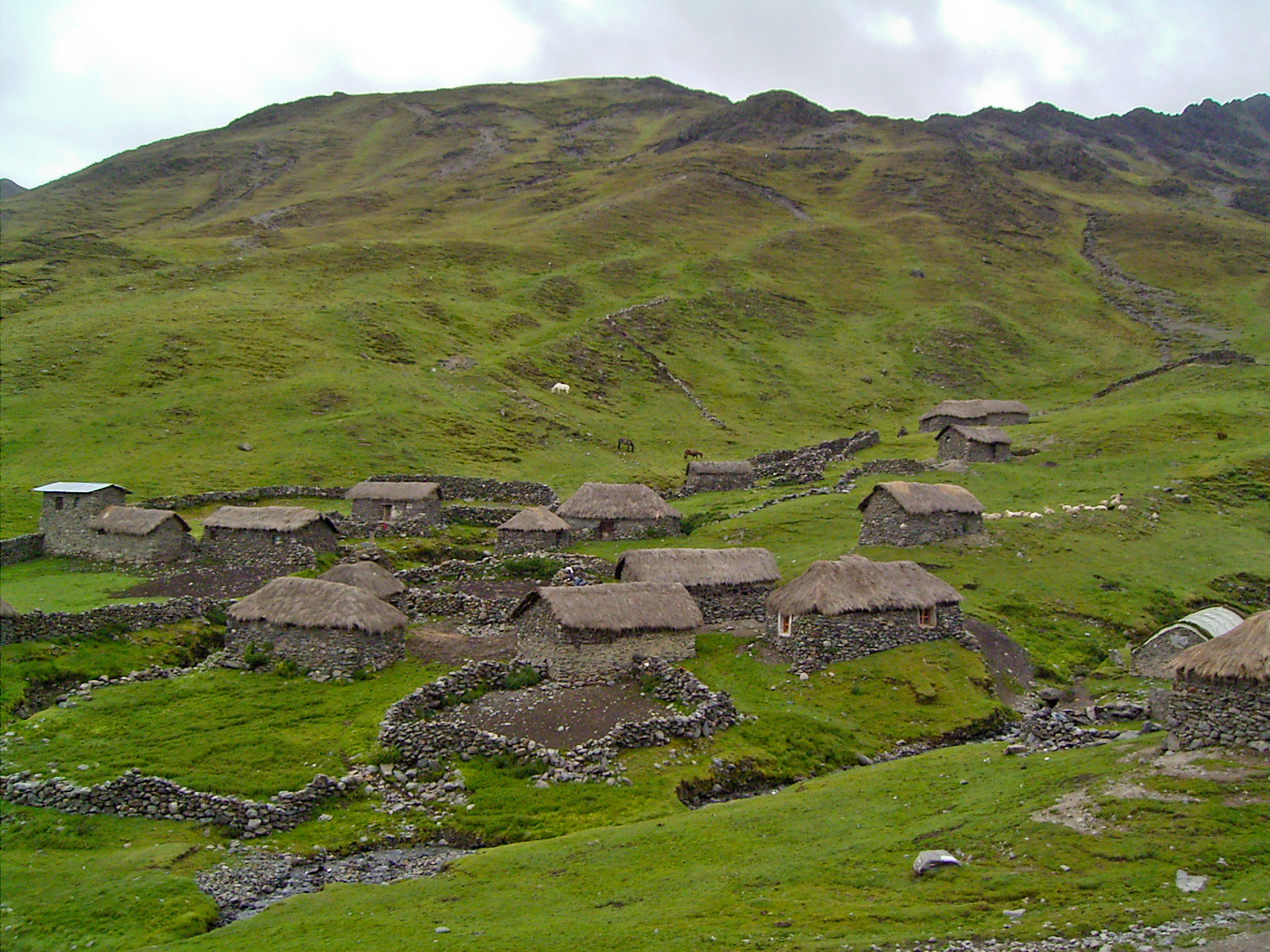
Esempio di villaggio Q'ero

I Q'ero vivono in uno dei più remoti luoghi delle Ande peruviane. Nonostante questo, nella loro area fu stabilita una hacienda durante il periodo coloniale. I proprietari della hacienda furono banditi nel 1963, e da quel momento l'intera zona divenne proprietà dei Q'ero. Il terreno non è molto fertile, ed i Q'ero vivono una vita modesta. Spesso abitano case di una stanza non più grandi di 20 m², fatte di argilla e pietre naturali, con tetti d'erba. Nell'area sono presenti vari climi, con altitudini che spaziano dai 1800 ai 4500 m s.l.m. A seconda della zona climatica, possono crescere mais e patate, mentre alle maggiori altitudini vengono anche allevati dei lama. I campi venivano arati con una specie di aratro a piede (chaki taklla).
I due villaggi Hatun Q'ero e Hapu Q'ero si trovano ad oltre 4000 m di altitudine e a circa un giorno di marcia l'uno dall'altro. Gli insediamenti più bassi vengono abitati solo stagionalmente, e solo per la gestione dei campi; le relative case sono capanne temporanee fatte di argilla e rami (chuklla). Nel 2000 la popolazione Q'ero ammontava a 600 unità.

## Mito
I Q'ero sono convinti di discendere dagli Inca, e si considerano i loro ultimi discendenti. Secondo la tradizione, i loro antenati li difesero dai conquistador spagnoli che tentavano di invaderli, aiutati dalle locali divinità delle montagne (Apu) che devastarono l'esercito spagnolo nei pressi di Wiraquchapampa.
I Q'ero hanno una religione sincretica, fatta di un misto tra cristianità europea e religione tradizionale andina. Gli sciamani di ogni livello (Altumisayuq, Pampamisayuq) hanno ancora una buona reputazione. Adorano Madre Natura (Pachamama) ed altri spiriti della montagna, chiamati "Apu", ad esempio Ausangate (Apu Awsanqati) o Salkantai (Apu Salkantai).
Fino al giorno d'oggi sono esistite due ere nel mito dei Q'ero divise da un grande cambiamento nella storia (Pachakutiy) ed una nuova era sta arrivando. Durante la prima era (Ñawpa Pacha), il tempo del primo uomo (Ñawpa Machu), esisteva solo la luna (Killa). Al primo grande punto di svolta della storia apparve il sole (Inti, noto anche come Wayna Qhapaq, giovane sovrano) disidratando il Ñawpa Machu. Il re Inca (Inkarri) era il figlio del sole e padre degli Inca, e quindi antenato dei Q'ero. 
Inkarri fondò la città di Qusqu (Cuzco) lanciando un'asta dorata. 
L'era corrente (Kay Pacha) iniziò con l'arrivo degli spagnoli e la morte violenta di Inkarri, che poi si rifugiò nel santuario del Paititi. Il periodo degli Inca viene spesso definito Kay Pacha, che è anche l'era del sole (Inti). Questa era terminerà con un nuovo Pachakutiy, quando Inkarri tornerà trasformando tutto in oro e argento (Taripay Pacha). Il sole brucerà il mondo con le cattive persone, mentre i buoni ascenderanno al paradiso (Hanaq Pacha). Il ritorno di Inkarri è atteso a breve; una prova di questa imminenza è ad esempio la cacciata degli hacendados che erano il classico esempio di persone crudeli.

## Lingua
Le persone di ogni età parlano la lingua quechua, la lingua degli Inca, soprattutto il dialetto Qusqu-Qullaw, anche se con una decisa influenza dello spagnolo nel vocabolario e nella sintassi. Lo spagnolo è insegnato nelle scuole, e quindi i giovani Q'ero lo parlano fluentemente, soprattutto gli Hapu Q'ero.